# Amt Bornhöved
Amt Bornhöved er et amt i det nordlige Tyskland, beliggende i den nordlige del af Kreis Segeberg. Kreis Segeberg ligger i delstaten Slesvig-Holsten. Administrationen lå ind til 2008 i byen Bornhöved, men flyttede ved reformen i 2008 til den da indlemmede kommune Trappenkamp.

## Kommuner i amtet
| 1. Bornhöved 2. Damsdorf 3. Gönnebek 4. Schmalensee | 1. Stocksee 2. Tarbek 3. Tensfeld 4. Trappenkamp |

## Eksterne kilder og henvisninger
- Amt Bornhöved